# Lichfieldská katedrála
Lichfieldská katedrála Anglikánské církve se nachází v anglickém městě Lichfield. Je jedinou středověkou anglickou katedrálou se třemi věžemi. Její vnitřní délka je 112 m, šíře hlavní chrámové lodi je 21 m a hlavní věž je vysoká 77 m.

## Historie

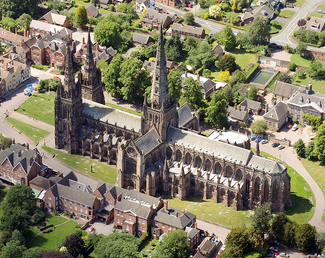

Když byl svatý Ceada jmenován mercijským biskupem, přestěhoval sídlo diecéze z Reptonu do Lichfieldu, zřejmě proto, že zde bylo místo svázané s mučednickou smrtí v době vlády Římanů. První katedrála byla vybudována okolo roku 700, kdy zde biskup Hedda nechal postavit nový kostel, do kterého byly uschovány ostatky sv. Ceady, jehož hrob se stal cílem mnoha poutníků.
Roku 1085 byla zahájena stavba nové kamenné katedrály v normanském slohu nahrazující původní dřevěnou saskou stavbu. Tato první kamenná katedrála byla nahrazena gotickou variantou, jejíž výstavba začala roku 1195. Ta byla dokončena dostavbou kaple roku 1330. Kněžiště pochází z roku 1200, křížová loď z roku 1240 a stavba hlavní chrámové lodi byla zahájena roku 1260. Osmiboká kapitula, která byla dokončena roku 1249 a je jednou z nejnádhernějších částí katedrály, obsahuje sbírky pokladů katedrály, Lichfieldské gospely a zdobené rukopisy pocházející z 8. století.
V době občanské války byla katedrála opevněna a několikrát obléhána. Důvodem bylo to, že církevní hodnostáři stáli na straně panovníka, zatímco obyvatelé města byli převážně parlamentaristé. Při obléhání utrpěla katedrála velké poškození – hlavní věž se zřítila, byla zničena její střecha i mozaiková okna. Obnova stavby byla zahájena roku 1660 ale celková oprava všech škod způsobených občanskou válkou byla dokončena až v 19. století.
I když bylo 18. století obdobím rozvoje města, katedrála podléhala rozkladu. Její knihovna z 15. století nacházející se na severní straně hlavní chrámové lodi byla přemístěna na původní místo nad kapitulu. Většina soch ze západní brány byla odstraněna. Na konci století byl odstraněn hlavní oltář, aby vznikl jeden prostor pro kněžiště. Zdobená západní brána byla obnovena ve viktoriánském období Georgem Gilbertem Scottem. Tyto práce obsahovaly mimo jiné vytvoření mnoha soch králů, královen a svatých vytvořených z původního materiálu.
V únoru 2003 byla objevena pod podlahou hlavní chrámové lodi deska s vytesanou podobou archanděla Gabriela (Lichfieldský anděl) pocházející z 8. století. Tato deska byla rozlomena na tři části, ale zachovaly se části původní malby. Nyní je vystavena v katedrále.